# 울란바토르 시티 FC
울란바토르 시티 FC는 울란바토르를 연고로 하는 몽골의 축구단이다. 현재 몽골 내셔널 프리미어리그에 참가하고 있다.

## 우승
- 몽골 내셔널 프리미어리그: 2019
- MFF컵: 2017
- 몽골 슈퍼컵: 2018